# Turniej Nordycki 2004
Turniej Nordycki 2004 to 8. edycja Turnieju Nordyckiego (Skandynawskiego) w historii skoków narciarskich. W tym sezonie odbyły się cztery konkursy. Zwycięzcą całego cyklu został Roar Ljøkelsøy. Zawody turnieju zostały rozegrane w Lahti, Kuopio, Lillehammer i Oslo.

## Zwycięzcy konkursów
| Lp | Data          | Miejsce     | 1. miejsce          | 2. miejsce                       | 3. miejsce          |
| -- | ------------- | ----------- | ------------------- | -------------------------------- | ------------------- |
| 1. | 7 marca 2004  | Lahti       | Bjørn Einar Romøren | Roar Ljøkelsøy                   | Janne Ahonen        |
| 2. | 10 marca 2004 | Kuopio      | Bjørn Einar Romøren | Roar Ljøkelsøy                   | Alexander Herr      |
| 3. | 12 marca 2004 | Lillehammer | Roar Ljøkelsøy      | Bjørn Einar Romøren Simon Ammann |                     |
| 4. | 14 marca 2004 | Oslo        | Roar Ljøkelsøy      | Simon Ammann                     | Bjørn Einar Romøren |

## Klasyfikacja końcowa 2004
Zwycięzcą klasyfikacji generalnej został Roar Ljøkelsøy.
| Miejsce | Zawodnik            | Punkty |
| ------- | ------------------- | ------ |
| 1.      | Roar Ljøkelsøy      | 948,8  |
| 2.      | Bjørn Einar Romøren | 948,4  |
| 3.      | Simon Ammann        | 913,4  |
| 4.      | Janne Ahonen        | 895,7  |
| 5.      | Tommy Ingebrigtsen  | 893,9  |
| 6.      | Tami Kiuru          | 876,8  |
| 7.      | Georg Späth         | 876,7  |
| 8.      | Rok Benkovič        | 861,2  |
| 9.      | Thomas Morgenstern  | 858,9  |
| 10.     | Noriaki Kasai       | 845,6  |